# 夏超 (浙江)

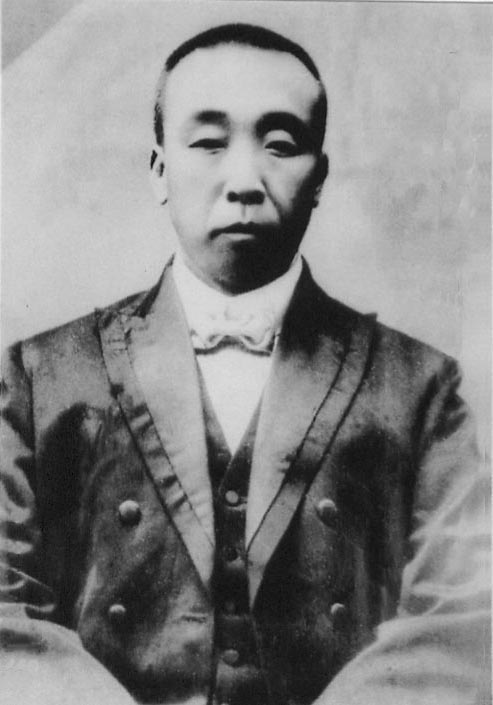
夏超

夏超（1882年—1926年10月23日），字定侯，浙江省青田县万阜乡新庄人，浙江省省長。中华民国军事将领。

## 生平
夏超毕业于杭州武备学堂。清朝光绪三十二年（1906年）加入光复会、中国同盟会，任中国同盟会浙江支部会长。
民国元年（1912年），任杭州警察局局长兼浙江省警务处处长。民国5年（1916年），夏超、周凤岐联络吕公望驱逐了支持袁世凯的浙江将军朱瑞，浙江宣告独立，推举屈映光为临时都督。屈映光暗中密电拥护袁世凯，夏超乃联络军界及政界人士，迫使屈映光辞职，由吕公望接任都督。吕公望准备罢免夏超的浙江省警备处处长职务，夏超遂联合各界人士推翻吕公望。
民国13年（1924年），孙传芳入浙江，北洋政府任命夏超为浙江省政府主席。民国15年（1926年），国民革命军北伐，中路军开入江西，孙传芳率部激戰。中共杭州地委和中国国民党浙江省党部发起浙江自治运动，促使夏超举行起义。同年10月上旬，广州国民政府任命夏超为國民革命軍第十八軍军长，夏超随即调派驻杭州的保安队赴嘉兴、嘉善布防，並在10月16日宣布浙江獨立。身在九江得知夏超反叛的孙传芳，下令上海警備司令宋梅村率領五省聯軍第十三團團長王雅之出兵鎮壓。
得知宋梅村出兵的夏超，派遣浙江保安第二總隊試圖阻擊，並企圖收買伍崇仁部隊協助抗孫。然而伍崇仁在收錢後決定中立不作為，使得宋梅村率領的部隊快速擊潰了訓練不足的保安隊部隊。宋梅村部攻到嘉善，进逼嘉兴。夏超在知道部隊潰逃後，與浙江政要推斷狀況後決定辭去省主席職務潛逃，在潛逃過程中遭到在地警察通風報信，10月20日遭到宋梅村部俘虏。
在孫傳芳的命令下，宋梅村于10月23日將夏超秘密处决，得年44歲，遺骸首級遭割下送至孫傳芳處據以為證，後被扔入長江不知所蹤。在北伐軍擊敗孫傳芳後，1927年國民政府掘出其殘骸重新入殮，追封上將褒恤。